# 한국과학창의재단
재단법인 한국과학창의재단(財團法人 韓國科學創意財團, Korea Foundation for the Advancement of Science and Creativity)은 과학기술에 대한 국민의 이해와 지식수준을 높이고 국민생활 및 사회전반에 과학기술이 널리 보급·이용될 수 있도록 과학기술문화를 창달하며, 국민의 창의성을 함양하고 창의적 인재를 육성하여 국가 발전에 기여함을 목적으로 과학기술기본법 제30조에 의거 1971년 1월 설립된 과학기술정보통신부 소관의 재단법인이다. 위탁집행형 준정부기관으로 지정되었다. 서울특별시 강남구에 위치하고 있다.

## 주요 기능과 역할
- 과학기술문화 창달 및 창의적 인재육성 지원을 위한 조사 연구 및 정책 개발
- 청소년 및 일반국민의 과학기술 이해 증진 및 확산사업
- 과학기술문화활동, 창의적 인재육성 사업 및 담당단체의 육성·지원
- 과학기술홍보, 과학기술문화확산 및 창의적 인재육성을 위한 대중매체사업 운영 및 지원
- 수학·과학교육과정 및 창의적 인재육성을 위한 프로그램 개발
- 고등학교 이하 각급 학교 수학·과학 교육과정의 연구개발
- 수학·과학 국정교과서 개발·지원
- 수학·과학 교육과정 발전방안 연구
- 수학·과학교육과정에 관한 정보제공 및 자료 발간
- 수학·과학교육과정에 관한 교육·연수·홍보 및 운영지원 * 과학기술창달 및 창의적 인재육성과 관련된 과학문화·예술 등 융합 프로그램 개발 지원
- 과학기술문화 및 창의적 인재육성 관련 국제교류 및 협력
- 과학문화확산 및 과학교육을 위한 방송채널 사용사업
- 기타 정부 및 국내외 공공기관과 민간단체로부터의 수탁사업
- 기타 본 재단의 목적달성을 위하여 필요한 사업으로서 이사회의 의결을 거친 사업

## 연혁
- 1967년 12월: 한국과학기술후원회 설립(민법 제32조)
- 1972년 1월: 재단법인 한국과학기술진흥재단으로 개편
- 1992년 6월: 과학기술국민이해전담기관으로 지정(과학기술진흥법)
- 1996년 3월: 재단법인 한국과학문화재단으로 확대 개편
- 1997년 4월: 과학기술혁신을 위한 특별법 제19조에 의거 설립근거 명시
- 2001년 1월: 과학기술기본법 제30조에 의거 설립 및 사업근거 마련
- 2007년 4월: 공공기관의운영에관한법률에 의거 준정부기관 지정
- 2008년 9월: 재단법인 한국과학창의재단으로 개편
- 2011년 7월: 특정연구기관 지정
- 2012년: 서울특별시 강남구 삼성동 삼릉빌딩으로 이전
- 2022년 5월 16일: 서울특별시 강남구 역삼동 과학기술회관 2관으로 이전

## 조직

### 이사장(이사회)
- 감사
  - 청렴감사팀

#### 
- 종합원격교육연수원

- 과학창의정책팀

#### 과학융합사업팀
- 과학창의협력팀
- 과학문화확산팀
- 과학수학교육팀
- 창의활동지원팀
- 소프트웨어•AI융합팀

#### 
- 경영혁신팀
- 운영지원팀

## 최근 이사장
- 29대: 정우성 (2024년 11월-) 포항공과대학교 박태준미래전략연구소 소장
- 28대: 조율래 (2021년 1월-2024년 11월) 삼성미래기술육성재단 이사(전 교육과학기술부 차관)
- 27대: 안성진 (2018년 12월-2020년 7월) 성균관대학교 컴퓨터교육과 교수
- 26대: 서은경 (2018년 5월-2018년 8월)[1] 전북대학교 반도체과학기술학과 교수
- 25대: 박태현 (2016년 12월-2017년 12월)[2] 서울대학교 화학생물공학부 교수
- 24대: 김승환 (2014년 10월-2016년 9월)[3] 포항공과대학교 물리학과 교수
- 23대: 강혜련 (2011년 5월-2014년 5월)[4][5] 이화여자대학교 경영학과 교수

## 참고 자료
- 한국과학창의재단 - 알리오(공공기관 경영정보 공개시스템)